# Леонхардт, Пейдж
Пейдж Леонхардт (англ. Paige Leonhard: род. 21 сентября 2000, Пенрит) ― австралийская пловчиха, серебряный призёр летних Паралимпийских игр 2020 в Токио в плавании на 100 метров баттерфляем S14.

## Биография
Леонхардт родилась 21 сентября 2000 года в Новом Южном Уэльсе, Австралия.
В возрасте пяти лет она попала в автомобильную аварию, в результате которой получила серьезные травмы. Она выздоравливала четыре года. В результате аварии у нее возникла гемиплегия, церебральный паралич с правой стороны, а также внутричерепная гипертензия, эпилепсия и аутизм. Межчерепная гипертензия означает, что ей необходимо регулярно удалять излишки жидкости в головном мозге с помощью спинномозговой пункции. Накопление кальция за ее глазами вызывает появление друзы, которая в один прекрасный день приведет к потере зрения. Сейчас она живет в Маунт-Коттон, Квинсленд, ранее жила в Порт-Маккуори, где живет ее кумир, обладательницы золотой медали по регби на колясках Райли Батта. Ранее она посещала региональный колледж Святого Иосифа в Порт-Маккуори, но в 2019 году окончила Кармел-колледж в Торнлендсе.

### Спортивная карьера
Леонхардт классифицируется как пловец S14 . Ранее она была классифицирована как пловец S10 для спортсменов с физическими недостатками, однако Международный паралимпийский комитет посчитал, что ее физическое поражение не соответствует критериям для включения в паралимпийский спорт. Поскольку она была признана непригодной, теперь она участвует в соревнованиях в классе S14 для спортсменов с интеллектуальными нарушениями.
Член Клуба плавания Университета Квинсленда, тренером которого является Дэвид Хейден.
Она участвовала в Паралимпийских играх 2016 года в Рио в шести видах. Она вышла в финал в женской стометровке баттерфляем S10, финишировав шестой, а женской на 100 м брассом — шестой. Она также участвовала в следующих дисциплинах, но не вышла в финал: женщины, 50 м вольным стилем S10, женщины, 100 м вольный стиль S10, женщины, 100 м на спине S10 и женщины, индивидуальное плавание на дистанции 200 м SM10.
На Играх Содружества 2018 года выиграла серебряную медаль в женском 100-метровом брассе SB9 и заняла четвертое место в женском индивидуальном 100-метровом смешанном плавании SM10.

### Паралимпиада 2020
На Паралимпийских играх в Токио 2020 года она выиграла серебряную медаль в беге на 100 м баттерфляем S14 среди женщин.